# 壁州
壁州（へきしゅう）は、中国にかつて存在した州。唐代から宋代にかけて、現在の四川省通江県および万源市の一部にあたる地域に設置された。

## 概要
625年（武徳8年）、唐により巴州から始寧県が分離されて、壁州と諾水県が置かれた。集州から符陽県と白石県が分離されて、壁州に編入された。627年（貞観元年）、万州が廃止されて、広納県が壁州に編入された。634年（貞観8年）、符陽県が再び集州に転属した。742年（天宝元年）、壁州は始寧郡と改称された。758年（乾元元年）、始寧郡は壁州の称にもどされた。壁州は山南西道に属し、諾水・広納・白石・東巴の4県を管轄した。
1072年（熙寧5年）、北宋により壁州は廃止され、巴州に編入された。